# Greggenhof
Greggenhof ist ein Gemeindeteil von Buttenwiesen im schwäbischen Landkreis Dillingen an der Donau in Bayern. Die Einöde liegt einen Kilometer nordöstlich von Neuweiler.

## Geschichte
Der Greggenhof wird um 1370 erstmals genannt. Der Name tritt zunächst als „Greggenhoven“ oder „Greckenhoven“ auf. Der Hof war meist im Besitz von Augsburger Patriziergeschlechter.

## Religionen
Kirchlich gehört der Greggenhof zur katholischen Pfarrei Sankt Nikolaus in Allmannshofen.